# Iglesia Evangélica de San Juan y San Lucas
La iglesia evangélica de San Juan y San Lucas (en inglés St. John's-St. Luke's Evangelical Church) es una congregación de la Iglesia Unida de Cristo ubicada en 2120 Russell Street en Detroit, la ciudad más importante del estado de Míchigan (Estados Unidos). La primera estructura fue inaugurada en 1872 y el conjunto fue incluido en el Registro Nacional de Lugares Históricos en 1982.

## Historia
La de San Juan es la iglesia protestante alemana más antigua de Detroit, fundada en 1833 por Friedrich Schmid, que había sido enviado a Estados Unidos por la Sociedad Misionera Evangélica de Basilea, Suiza. El primer servicio de adoración tuvo lugar el 18 de agosto de 1833 en la carpintería de John Hais. El pastor Schmid sirvió en la congregación hasta julio de 1836. El alemán fue el idioma utilizado exclusivamente en el servicio de adoración hasta 1938. San Juan fue la base a partir de la cual se formaron otras doce iglesias protestantes alemanas en la ciudad. La iglesia evangélica de San Lucas se organizó en 1891. San Juan y San Lucas se fusionaron en 1969.

## Arquitectura
La iglesia fue construida originalmente en 1874 y fue diseñada por el arquitecto Julius Hess. La fachada presenta una gran torre en un lado y una torre más pequeña en el otro, flanqueando la entrada.  Una gran ventana domina la fachada y un vestíbulo con un tejado a dos aguas que termina con un hastial en la fachada. El exterior se ha modificado. La estructura de la iglesia es de ladrillo, pero en 1915 el exterior estaba completamente cubierto de Formstone, un hormigón moldeado que se asemeja a la piedra caliza. 
El interior de la iglesia tiene un diseño de alto estilo neogótico, pintado de blanco y oro con elaborada carpintería gótica. El sistema de iluminación es de importancia histórica y la iglesia cuenta con un órgano. 